# Other Lives
Other Lives is een Amerikaanse indie- en folkband, die is opgericht in Stillwater (Oklahoma). De groep was van 2004 tot 2008 actief als een meer instrumentale band, die neigde naar avant-garde, onder de naam Kunek. Other Lives bestaat uit vijf overgebleven leden van Kunek.
Nadat ze op 7 oktober 2008 hun eerste ep uitbrachten, verscheen op 31 maart 2009 hun gelijknamige debuutalbum. Dit album werd in Los Angeles opgenomen met drummer en muziekproducent Joey Waronker en geluidstechnicus Darrell Thorp. De eerste single van Other Lives, genaamd "Black Tables", werd in september 2008 gebruikt in een aflevering van de televisieserie Grey's Anatomy. De band heeft voorprogramma's verzorgd voor onder meer Bat for Lashes en The Decemberists.
Op 26 augustus 2011 kwam hun tweede studioalbum uit, getiteld Tamer Animals.

## Discografie

### Albums
| Album met eventuele hitnotering(en) in de Nederlandse Album Top 100 | Datum van verschijnen | Datum van binnenkomst | Hoogste positie | Aantal weken | Opmerkingen |
| ------------------------------------------------------------------- | --------------------- | --------------------- | --------------- | ------------ | ----------- |
| Flight of the flynns                                                | 12-09-2006            | -                     |                 |              |             |
| Other lives                                                         | 07-10-2008            | -                     |                 |              | ep          |
| Other lives                                                         | 31-03-2009            | -                     |                 |              |             |
| Tamer animals                                                       | 26-08-2011            | 27-08-2011            | 46              | 3            |             |
| Rituals                                                             | 04-05-2015            | -                     |                 |              |             |

### Singles
| Single met hitnotering(en) in de Vlaamse Ultratop 50 | Datum van verschijnen | Datum van binnenkomst | Hoogste positie | Aantal weken | Opmerkingen |
| ---------------------------------------------------- | --------------------- | --------------------- | --------------- | ------------ | ----------- |
| Tamer animals                                        | 11-07-2011            | 24-03-2012            | tip25           | -            |             |

## Bezetting
- Jesse Tabish - zang, gitaar, piano, basgitaar, percussie, dulcimer, vibrafoon, marimba
- Josh Onstott - basgitaar, mellotron, piano, percussie, trompet, hoorn, gitaar, vibrafoon, marimba, duimpiano
- Jonathon Mooney - viool, orgel, piano, gitaar, drums, percussie